# Euproctis divisa
Euproctis divisa är en fjärilsart som beskrevs av Walker 1855. Euproctis divisa ingår i släktet Euproctis och familjen tofsspinnare. Inga underarter finns listade i Catalogue of Life.